# Ocrisiodes acervella
Ocrisiodes acervella är en fjärilsart som beskrevs av Nicolas Grigorevich Erschoff 1874. Ocrisiodes acervella ingår i släktet Ocrisiodes och familjen mott. Inga underarter finns listade i Catalogue of Life.